# شركة النفط العمانية للتسويق
شركة النفط العمانية للتسويق ش م ع ع (OOMCO) هي شركة عمانية لتسويق الوقود تابعة لشركة النفط العمانية المملوكة لحكومة سلطنة عمان. تشارك في تسويق وتوزيع منتجات الوقود ومواد التشحيم وتعمل في قطاعات تجارة التجزئة للوقود ومبيعات الوقود المباشرة إلى الحكومة والقطاع التجاري وزيوت التشحيم وتزويد الطائرات بالوقود وتخزينها وتوزيعها. بدأت الشركة أيضًا في تنويع وتوسيع نموذج أعمالها إلى خدمات التجزئة والعملاء.  

## روابط خارجية
- شركة النفط العمانية للتسويق
- نبذة عن الشركة في ArabianBusiness.com